# 五岛枪乌贼
五岛枪乌贼（学名：Loligo gotoi）为枪乌贼科枪乌贼属的动物。分布于日本群岛南部海域，包括东海、南海等海域，生活环境为海水，主要栖息于沿岸以及暖水。该物种的模式产地在日本长崎。